# غلين إسحاق
غلين إسحاق (بالإنجليزية: Glynn Isaac)‏ هو عالم آثار جنوب أفريقي، ولد في 19 نوفمبر 1937 في كيب تاون في جنوب أفريقيا، وتوفي في 5 أكتوبر 1985 في يوكوسوكا في اليابان.